# 辻哲夫 (科学史家)
辻 哲夫（つじ てつお、1928年2月24日 - 2012年9月18日）は日本の物理学者、科学史家である。

## 経歴・人物
横浜市生まれ。1944年（旧制）山口高等学校入学、1951年（新制）京都大学理学部に編入、1954年同大学院進学、1956年修士課程修了。1959年東海大学工学部講師、助教授、1967年教授、1993年名誉教授。1973年『日本の科学思想』で毎日出版文化賞受賞。

## 著書
- 『日本の科学思想 その自立への模索』中公新書 1973／こぶし文庫 2013。廣政直彦編・解説
- 『物理学史への道』こぶし文庫 2011。池内了解説

### 共編著
- 『現代物理学の形成』共著 東海大学出版会 1966　文明研究所シリーズ
- 『物理学史研究 その一断面』責任編集 東海大学出版会 1976
- 『日本の物理学者』編著 東海大学出版会 1995
- 『黒田寛一・辻哲夫往復書簡』上・下、こぶし書房 2011‐2012